# (15978) 1998 QL1
1998 كيو أل 1 (ويعرف أيضًا باسم (15978) 1998 كيو أل 1 وفق تسمية الكوكب الصغير) (بالإنجليزية: 1998 QL1)‏ هو كويكب ضمن حزام الكويكبات؛ وترتيبه 15978 من حيث الاكتشاف.
اكتُشف هذا الجُرم الفلكي بواسطة مرصد فيشنجان الفلكي في 17 أغسطس 1998.

## وصلات خارجية
- (15978) 1998 QL1 في قاعدة بيانات مختبر الدفع النفاث لأجرام النظام الشمسي الصغيرة

- الاكتشاف · مخطط المدار ·  العناصر المدارية · المعلمات المادية

- (15978) 1998 QL1 على موقع ويكي سكاي: DSS2, SDSS, GALEX, IRAS, Hydrogen α, X-Ray, Astrophoto, Sky Map, Articles and images